# Lithobius glenniei
Lithobius glenniei är en mångfotingart som först beskrevs av Larwood 1946.  Lithobius glenniei ingår i släktet Lithobius och familjen stenkrypare. Inga underarter finns listade i Catalogue of Life.